# 3049 Kuzbass
3049 Kuzbass este un asteroid din centura principală, descoperit pe 28 martie 1968 de Tamara Smirnova.